# ササクラ
株式会社ササクラ（Sasakura Engineering Co.,Ltd.）は、大阪市に本社を置く、水処理装置や船舶用機器などの製造・販売を行う企業。

## 概要
2022年3月期の部門別の連結売上高は、水処理装置30億1,500万円、陸上用機器24億2,900万円、船舶用機器20億8,200万円、消音冷熱装置他26億5,400万円の計101億8,200万円となっている。水処理装置としては海水淡水化装置や船舶用の造水装置、廃水からの水回収装置などを製造し、消音冷熱装置他としては工場などの騒音防止施設などを製造している。なお、船舶向け造水装置のパイオニアであり、国内トップシェアを誇る。また海外の船舶にも多く採用されている。

## 沿革
- 1949年2月 - 創業者の笹倉敏郎が 株式会社笹倉機械製作所を設立
- 1992年10月 - 商号を株式会社ササクラへ変更
- 1994年12月 - 大証2部に上場
- 2013年7月 - 大阪証券取引所と東京証券取引所の現物株市場統合に伴い、東証2部に上場。
- 2023年1月 - マネジメント・バイアウトの一環として株式会社笹興が株式公開買付けを行い、97.23%の株式を取得。
- 2023年2月 - 東京証券取引所スタンダード市場上場廃止。株式売渡請求により株式会社笹興の完全子会社となる。

## 事業所
- 本社

大阪市西淀川区竹島4丁目7番32号
- 東京支社

東京都中央区新川1丁目17番25号
- ササクラ テクノプラザ

大阪市西淀川区竹島4丁目5番30号
- 竹島工場

大阪市西淀川区竹島4丁目6番45号
- 歌島工場

大阪市西淀川区御幣島5丁目8番19号
- 小野田工場

山口県山陽小野田市大浜
- バーレーン支店

## 関連する人物
- 中澤裕子 - モーニング娘。の元メンバーで、初代リーダー。高校卒業後に入社し、モーニング娘。で芸能界入りする迄、同社の本社総務課に在籍していた。